# IJSO Brasil 2012
A IJSO Brasil 2012 foi a etapa nacional da nona edição da IJSO (Olimpíada Internacional Júnior de Ciências). A Primeira Fase desta olimpíada científica foi disputada em 26 de maio e a Fase Final em 1.o de setembro de 2012.
A prova classificatória foi realizada diretamente nas escolas inscritas, espalhadas por diversas regiões brasileiras. Os 188 melhores alunos foram selecionadas para a Fase Final, sediada simultaneamente em: Escola Politécnica da USP (São Paulo-SP), Instituto Dom Barreto (Teresina-PI), Colégio Olimpo (Brasília-DF), Colégio Ari de Sá Cavalcante (Fortaleza-CE), Colégio Londrinense (Londrina-PR) e Colégio Israelita Brasileiro A. Liessin (Rio de Janeiro-RJ).
O evento foi organizado pela B8 Projetos Educacionais, responsável também pela implementação de outros eventos científicos no Brasil, como o IYPT .

## Primeira Fase
No dia 26 de maio (sábado), todos os colégios inscritos aplicaram aos seus estudantes a prova da Primeira Fase da IJSO Brasil. A avaliação foi composta por 45 questões de múltipla escolha, igualmente distribuídas entre as três grandes áreas da Ciência (Física, Química e Biologia).
O critério de pontuação seguiu as regras da competição internacional, isto é, a cada resposta correta era acrescentado 1 ponto e a cada resposta errada a nota era decrescida de 0,25 ponto (questões em branco não aumentavam nem decresciam a nota final).

## Fase Final
Os 188 alunos com melhor desempenho foram convocados para a Fase Final da IJSO Brasil. Pela primeira vez, esta fase decisiva da competição foi sediada simultaneamente por seis cidades brasileiras.
- Sede Sudeste I: Escola Politécnica da USP, São Paulo-SP
- Sede Sudeste II: Colégio Israelita Brasileiro A. Liessin, Rio de Janeiro-RJ
- Sede Nordeste I: Instituto Dom Barreto, Teresina-PI
- Sede Nordeste II: Colégio Ari de Sá Cavalcante, Fortaleza-CE
- Sede Sul: Colégio Londrinense, Londrina-PR
- Sede Centro-Oeste: Colégio Olimpo, Brasília-DF

As provas foram compostas por 8 testes e 5 questões dissertativas de cada uma das três matérias envolvidas. Cada questão de múltipla escolha valia 1 ponto (seguindo o critério da competição internacional comentado anteriormente) e cada exercício analítico valia 2 pontos. Os 28 melhores estudantes foram premiados com medalhas de ouro, prata e bronze.

### Programação
Sábado, 1.o de setembro de 2011 

08:00 - 08:15: Credenciamento 

08:15 - 08:45: Cerimônia de Abertura 

09:00 - 12:30: Prova "IJSO Brasil - Fase Final" 

13:00 - 13:30: Cerimônia de Encerramento

## Resultado Final
O resultado final foi divulgado no dia 2 de setembro, contemplando os seguintes alunos:
Ouro:
- Pedro Jorge L. A. Cronemberger
- Felipe Brandao Forte
- Rubens Martins Bezerra Farias
- Matheus Evangelista de Souza
- Gabriel Queiroz Moura
- Matheus Henrique de A. Camacho

Prata:
- Daniel Santana Rocha
- Guilherme Anitele Silva
- Lucca Morais de Arruda Siaudzionis
- Fábio Gabriel Costa Nunes
- Francisco Cláudio Almeida da Silva
- Marcos Hachimine Hirasawa
- Maurocelio Rocha Pontes Filho
- Lucas Felipe Albuquerque Lins
- Vitor Melo Rebelo
- Tiago Dirceu Galdino Saraiva
- Mayara Melo dos Santos

Bronze
- Vinícius Ferreira Peixoto
- João Lucas Ferreira Linhares
- Paulo Roberto Pereira de Franca Filho
- Giberto Mitsuyoshi Yuki Junior
- Mauricio Hiroshi Shiguihara
- Josué Silva Coêlho de Oliveira
- André Luiz Morete França
- Bruno Vasconcelos Silva
- Daniel Crisóstomo Wainstock
- Julia Praciano Lopes
- Marco Enrique dos Santos Abensur

## Time Nacional
Os seis alunos medalhistas de ouro da IJSO Brasil foram convidados a integrar o time que representará o país na etapa internacional da competição. Os alunos realizaram inúmeras atividades de preparação teóricas e experimentais simulando as avaliações a que foram submetidos em Teerã, Irã, entre os dias 1 e 10 de dezembro.
Pelo sexto ano consecutivo, todos os estudantes foram premiados no Torneio Internacional, com medalha de ouro para Felipe Forte, prata para Rubens Farias, Pedro Cronemberger e Matheus Camacho, e bronze para Gabriel Moura e Matheus Evangelista. Além disso, O Brasil conquistou pela primeira vez na história a medalha de ouro pelo desempenho na Prova Experimental. O acerto de todas as questões desta categoria pelo trio composto por Felipe Forte, Rubens Farias e Matheus Camacho gerou forte repercussão na mídia, sendo destacado pela TV Globo, pela Folha de S.Paulo e ainda pelas revistas IstoÉ, Veja e Época.